# Puddles of H2O
«Puddles of H2O» es el único sencillo de la banda Atban Klann, predecesora del grupo The Black Eyed Peas, en su álbum (no lanzado) Grass Roots. Fue lanzado en el año 1994. Está considerada por el grupo, y especialmente por sus fanes, como el primer sencillo de la historia de The Black Eyed Peas.